# Kvaliteta
Riječ kvaliteta ili kakvoća potječe od latinske riječi “qualitas”, a predstavlja svojstvo, odliku, značajku, sposobnost, vrijednost. Pojam kvalitete se koristi na razne načine, ne postoji jasna definicija. Definicija kvalitete prema normi ISO 9000 je "Kvaliteta je stupanj do kojeg skup svojstvenih karakteristika ispunjava zahtjeve". S gledišta potrošača povezuje se s korisnošću ili cijenom, s gledišta proizvođača povezuje se s oblikovanjem i izradom proizvoda. Kvalitetu nekog proizvoda ili usluge određuje odnos želja i potreba korisnika i njihove realizacije od proizvođača. Kontrola kvalitete je dio sustava upravljanja kvalitetom fokusiran na ispunjavanje osnovnih zahtjeva vezanih za kvalitetu.
U današnje vrijeme "kupci očekuju proizvode visoke kvalitete i da proizvođači osiguraju stalno visoku razinu kvalitete putem unaprijeđenog sustava kvalitete".

## Značajke kvalitete
Značajke kvalitete mogu se svrstati u 3 skupine:
-značajke koje određuju funkcionalnost proizvoda
-značajke koje određuju pouzdanost i trajnost proizvoda
-značajke koje čine hedonistički dodatak proizvodu

## Aspekti kvalitete
-kvaliteta je udovoljavanje zahtjeva
-kvaliteta je rezultat prevencije
-standardi kvalitete su nedostaci nula (zero defects)
-mjerenje kvalitete je cijena neudovoljavanja zahtjevima

## Kvaliteta kao relativna kategorija
Kvaliteta s gledišta potrošača je razina ugrađene uporabne vrijednosti proizvoda.
Kvaliteta s gledišta proizvođača je mjera koja pokazuje koliko je određeni vlastiti proizvod uspio na tržištu.
Kvaliteta s gledišta tržišta je stupanj do kojega određena roba zadovoljava određenog kupca u odnosu na konkurenciju.

## Karakteristike kvalitete
Karakteristike kvalitete se dijele u 2 skupine:
1. Proizvodne
2. Uporabne

## Poveznice
- TQM

## Vanjske poveznice
Hrvatsko društvo za kvalitetu  Arhivirana inačica izvorne stranice od 29. studenoga 2014. (Wayback Machine)
Kvaliteta.net  Arhivirana inačica izvorne stranice od 4. prosinca 2014. (Wayback Machine)
Svijet kvalitete